# Stockumer Holz
Koordinaten: 51° 42′ 33″ N, 8° 2′ 57″ O
Das Naturschutzgebiet Stockumer Holz liegt auf dem Gebiet der Gemeinde Lippetal im Kreis Soest in Nordrhein-Westfalen. Das Gebiet erstreckt sich nordwestlich des Kernortes Lippetal. Westlich verlaufen die Landesstraße L 822 und die A 2, südlich fließt die Lippe.

## Bedeutung
Für Lippetal ist seit 2006 ein 368,79 ha großes Gebiet unter der Schlüsselnummer SO-067 als Naturschutzgebiet ausgewiesen.